# United States Maritime Administration
Die United States Maritime Administration (MARAD) ist eine Bundesbehörde im Geschäftsbereich des Verkehrsministeriums der Vereinigten Staaten mit Sitz in Washington, D.C. Behördenleiter ist derzeit Mark H. Buzby, ein ehemaliger Rear Admiral der US Navy.

## Geschichte
Am 24. Mai 1950 wurde die United States Maritime Commission aufgelöst und deren damalige Zuständigkeiten und Aufgaben zwischen dem U.S. Federal Maritime Board und der Maritime Administration aufgeteilt. Am 6. August 1981 wurde MARAD dem Verkehrsministerium unterstellt.

## Aufgaben
Die Behörde
- verwaltet Programme für die nationale Handelsmarine (United States Merchant Marine)
- stellt die Verkehrsinfrastruktur der Berufsschifffahrt fest und optimiert diese
- führt Untersuchungen in relevanten Gebieten wie Seeverkehrswirtschaft durch
- reguliert die Umschreibung US-amerikanischer Schiffe in ein anderes Schiffsregister
- unterhält Wasserfahrzeuge und maritime Anlagen des Bundes
- unterhält die US Merchant Marine Academy in Kings Point

MARAD unterhält ferner die National Defense Reserve Fleet (NDRF), eine Organisation für Katastrophenschutz und für besondere militärische Einsätze. Die NDRF unterhält Stützpunkte in Beaumont (Texas) sowie in Benicia (Suisun Bay, Kalifornien) und besitzt heute 28 Wasserfahrzeuge.

### Das Schiffstypensystem der U.S. Maritime Administration
Nach der Weiterführung der Aufgaben der MARCOM durch die United States Maritime Administration im Jahr 1950 führte diese das von der MARCOM eingeführte System zur Kennzeichnung der unter ihrer Aufsicht konstruierten und gebauten Baureihen und Einzelschiffe fort. Das System bestand aus einer in drei Blöcke gegliederten Buchstaben- und Zahlenkombination, die grundlegende Informationen über die Art und Größe des bezeichneten Schiffstyps bietet. Die MARAD stellte das System allerdings um. Danach folgte der jetzt etwas willkürlicheren vorangestellten Bezeichnung des Grundentwurfs (1, 2, 3 usw.) in der dritten Zifferngruppe ein angehängter kleiner Buchstabe zur Kennzeichnung der einzelnen Ausführung. Der erste Entwurf, die Mariner-Klasse mit der Bezeichnung C4-S-1a beispielsweise ist ein Trockenfrachtschiff mit einer Wasserlänge über 500 Fuß, Dampfantriebsanlage und Einzelpropeller und der Originalentwurf seiner Baureihe.
Die erste Gruppe kennzeichnet die grundsätzliche Schiffsart und die Größe. Der Anfangsbuchstabe steht für die Schiffsart. Die angehängte Zahl kennzeichnet die Länge der Wasserlinie.
- C – Cargo (Frachtschiff)
- T – Tanker (Tanker)
- P – Passenger (Passagierschiff)

usw.
- 1 – weniger als 400 Fuß
- 2 – 400 bis 450 Fuß
- 3 – 450 bis 500 Fuß
- 4 – über 500 Fuß

Die zweite Gruppe kennzeichnet die Art der Maschinenanlage und die Anzahl der Propeller.
- S – single-screw steamship (Dampfschiff mit Einzelpropeller)
- ST – steamship, twin-screw (Dampfschiff mit Doppelschraubenantrieb)
- SE2 – single screw steamship, electric propulsion, > 12 passenger (Dampfschiff mit turboelektrischem Antrieb, Einzelpropeller und Einrichtungen für mehr als zwölf Passagiere)
- ME – single screw ship, dieselelectric propulsion (Schiff mit dieselelektrischem Antrieb und Einzelpropeller) usw.

Das angehängte „T“ kennzeichnet Schiffe mit Doppelschraubenantrieb, eine angehängte „1“ oder „2“ kennzeichnet Schiffe mit Einrichtungen für mehr als zwölf Passagiere.
Die dritte Gruppe bezeichnet den einzelnen Schiffsentwurf. Die Einzeltypen sind durchnummeriert. Bei Bedarf gibt ein angehängter kleiner Buchstabe über die besondere Ausführung Auskunft, wobei das „a“ den Originalentwurf darstellt. Zusätzlich behielten Umbauten der beiden größten Bauprogramme des Zweiten Weltkriegs, der Liberty-Frachter und das Victory-Schiff unter MARAD-Aufsicht jeweils ihr der ersten Zifferngruppe vorangestelltes Präfix, „E“ für Emergency (Liberty) und „V“ für Victory.
Eine Aufstellung von MARAD-Entwürfen siehe unter Liste von MARAD-Schiffstypen